# Auctorem fidei
Auctorem Fidei – konstytucja apostolska papieża Piusa VI z 28 sierpnia 1794 przeciwko decyzjom jansenistycznego synodu w Pistoi w Toskanii w 1786. Konstytucja ta uważana jest za dokument nieomylny Magisterium Kościoła katolickiego.
Prace nad bullą trwały kilka lat, ale z jej wydaniem papież wstrzymywał się do śmierci Leopolda II Habsburga (zm. 1792), ponieważ nie chciał konfliktu z cesarzem, który był stronnikiem jansenistów i jednocześnie inicjatorem synodu w Pistoi. Zbadano więc 85 tez zawartych w opublikowanych w roku 1788 Aktach synodu, które skatalogowano i potępiono w dziesięciu rozdziałach. Większość potępionych tez dotyczy eklezjologii, sakramentologii i liturgiki, także tezy jansenistów i Bajusa dotyczące łaski.